# Canoagem nos Jogos Pan-Americanos de 2007 - C-2 500 m masculino
A competição de C-2 500 metros masculino foi um dos eventos da canoagem nos Jogos Pan-Americanos de 2007, realizado no Estádio de Remo da Lagoa no dia 28 de julho. 18 atletas disputaram a prova.

## Medalhistas
| Ouro   | CUB Karel Aguilar e Serguey Torres            |
| Prata  | MEX Gilberto Soriano e José Cristóbal Quirino |
| Bronze | BRA Vilson Nascimento e Wladimir Moreno       |

## Resultados
Com apenas nove equipes, o C-2 500 metros para homens consistiu de apenas uma fase com os três primeiros colocados conquistando medalhas.
| Pos.   | Atletas                                       | Tempo    |
| ------ | --------------------------------------------- | -------- |
| Ouro   | CUB Karel Aguilar e Serguey Torres            | 1m50s124 |
| Prata  | MEX Gilberto Soriano e José Cristóbal Quirino | 1m51s582 |
| Bronze | BRA Vilson Nascimento e Wladimir Moreno       | 1m51s862 |
| 4      | CHI Alvaro Torres e Jhonnathan Tafra          | 1m52s376 |
| 5      | VEN Eduard Paredes e José Silva               | 1m52s982 |
| 6      | CAN Mark Klevinas e Jamie Andison             | 1m54s770 |
| 7      | ECU Ossian Frydson e Andrés Lazo              | 2m06s336 |
| 8      | USA Alejandro Schwedhelm e Amniel Naranjo     | 2m08s532 |
| 9      | ARG Leonardo Niveiro e Pablo Feijoo           | 2m16s432 |